# Al MacDowell
Al MacDowell (* um 1958 in New York) ist ein amerikanischer Jazzmusiker (Bassgitarre, Komposition, auch Keyboard, Gitarre, Arrangement), der vor allem durch seine langjährige Tätigkeit bei Ornette Coleman bekannt wurde.

## Leben und Wirken
MacDowell lernte als Kind ab dem sechsten Lebensjahr Klavier; in der Highschool kam als zweites Instrument der Kontrabass hinzu, bevor er sich mehr für die Bassgitarre interessierte; er besuchte die Music and Art High School in Manhattan, in der sich Coleman 1975 nach jungen Basstalenten erkundigte. 17-jährig spielte er Coleman vor, der ihn umgehend engagierte, so dass er ab dem nächsten Tag mit seiner Band Prime Time probte. Der Band gehörte er bis in die 1990er Jahre an und wirkte an den meisten Alben Colemans zwischen 1987 und 1995 mit. Daneben gehörte er auch zu den Fire Splitters von Jayne Cortez, die Denardo Coleman leitete. 
Weiterhin arbeitete er mit James Chance and the Contortions (Paris 1980 Live Aux Bains Douches), Michal Urbaniak (Urbanator), Public Enemy, Billy Joel, Luther Vandross, Puffy, LL Cool J, Whitney Houston, Jocelyn Brown, Martha Reeves, Warren Benbow und The City Boys Allstars. Auch veröffentlichte er als MNM mit Erick Morillo und Jose Nuñez. Seit 2007 gehörte er zum mit zwei Bassisten besetzten Quartett von Coleman. Zu seinem Just Ornette Quartet gehören neben dem Kontrabassist Tony Falanga aus dem Coleman Quartet der Pianist Pete Drungel und der Drummer Tony Lewis.

## Diskographische Hinweise
- Ornette Coleman In All Languages (1987)
- Time Peace (Gramavision 1989)
- Al MacDowell & Time Peace Messiah (Gramavision 1991)
- Ornette Coleman Tone Dialing (1995)
- Play (1995)
- The Al Macdowell Project Get That Booty (Heavy Traxx 2004)
- The City Boys Allstars Personal Thing (2015, mit Blue Lou Marini, Tom Bones Malone, Lew Soloff, Daniel Sadownick, Andy Snitzer)